# Nella Larsen
Nella Larsen, född som Nellalitea Walker och som gift Nella Imes, född 13 april 1891 i Chicago, Illinois, USA, död 30 mars 1964 i New York, var en amerikansk roman- och novellförfattare i det som kallas Harlemrenässansen. Hon gav bland annat ut två romaner, varav Passing från 1929 hyllades av kritiker. Efter att ha kritiserats av plagiat för novellen Sanctuary 1930 publicerade hon aldrig något mer.

## Biografi
Larsens fader, kocken Peter Walker, var från Danska Västindien, och dog när hon var två år gammal. Larsens moder, sömmerskan Mary Hanson, var från Danmark. Hon studerade vid Fisk University och 1910-1912 även vid Köpenhamns universitet. Utöver sitt författarskap arbetade hon även som sjuksköterska och bibliotekarie för barnlitteratur. Hon var gift med Elmer Imes, professor i fysik, och var god vän till Carl Van Vechten.

## Litterär karriär
1926 publicerades Larsens första novell, och 1928 romandebuterade hon med Quicksand. 1929 gav hon ut sin andra roman, Passing. Romanen hyllades av kritikerna, men det blev hennes sista roman. 1930 blev hon första svarta kvinna att tilldelas Guggenheimstipendiet. Efter skilsmässan från sin make och anklagelser om att ha plagierat novellen Sanctuary från 1930 från en berättelse av Sheila Kaye-Smith publicerade hon aldrig något igen, utan arbetade återstoden av sitt liv som sjuksköterska. Detta trots att förlaget bakom Kaye-Smiths roman hävdade Larsens oskuld. Hon har ansetts som Harlemrenässansens främsta företrädare.

### Romaner
- Quicksand (1928)
- Passing (1929)

### Noveller
- "Freedom" (1926)
- "The Wrong Man" (1926)
- "Playtime: Three Scandinavian Games," The Brownies' Book, 1 (Juni 1920): 191–192.
- "Playtime: Danish Fun," The Brownies' Book, 1 (Juli 1920): 219.
- "Correspondence," Opportunity, 4 (September 1926): 295.
- "Review of Black Spade," Opportunity, 7 (Januari 1929): 24.
- "Sanctuary," Forum, 83 (Januari 1930): 15–18.
- "The Author's Explanation", Forum, Supplement 4, 83 (April 1930): 41–42.[12]